# البطولة الوطنية للرأس الأخضر 2015
البطولة الوطنية للرأس الأخضر 2015 (بالبرتغالية: Campeonato Cabo-Verdiano de Futebol de 2015‏) هو الموسم 36 من البطولة الوطنية للرأس الأخضر. كان عدد الأندية المشاركة فيه 12، وفاز فيه CS Mindelense ‏.